# 天使时间
〈天使时间〉（英語：The Time of Angels）是科幻电视剧《異世奇人》的第五季第4集，2010年4月24日首播于英國廣播公司第一台。它是本故事的前半部分，第二个星期播放了故事《肉身与石头》。本集的编剧是首席编剧和执行制作人史蒂芬·莫法特，导演是Adam Smith。莫法特利用这个两集故事带回了从前的生物：第三季《眨眼》中的哭泣天使和第四季《寂静图书馆》与《死亡森林》中的River Song（阿莉克丝·金斯顿饰） 。
本集中，来自时间旅行者博士（馬特·史密斯饰）未来的River Song（阿莉克丝·金斯顿饰） 召唤博士和他的助手艾米·邦德（凯伦·吉兰饰）来到了星球Alfava Metraxis，飞船Byzantium坠毁在这个星球上了。一名哭泣天使藏在里面，哭泣天使只有当没人看到时才能移动。在神父Octavian（Iain Glen饰）和他的军事化的神职人员的帮助下，博士、艾米和River Song穿越了石头迷宫，到达了飞船。在路上，他们发现迷宫中的所有雕像都是正在恢复并准备困他们在迷宫的哭泣天使。
受到电影《異形》和续集《異形2》的启发，史蒂芬·莫法特把这集写成《眨眼》的动作主导的后篇。本集是本季中第一个拍摄的故事；拍摄在2009年7月20日Southerndown海滩中进行，用作了Alfava Metraxis的表面。大多数哭泣天使都是穿着制服、皮肤染色的年轻女演员扮演的，导演发现拍摄难以进行，因为得要求她们长时间不动。《天使时间》在英国播出时有859万观众收看，获得87分的欣赏指数，本季播出以来最高。